# 山口組五代目跡目問題
山口組五代目跡目問題（やまぐちぐみごだいめあとめもんだい）とは、昭和63年（1988年）6月ごろから平成元年（1989年）4月20日まで続いた、「五代目山口組組長を誰にするのか」という問題。山口組内部で、四代目山口組若頭・渡辺芳則を支持するグループと、四代目山口組組長代行・中西一男を支持するグループが対立した。

## 山口組五代目跡目問題の経緯
昭和63年（1988年）6月ごろ、山口組若頭補佐・宅見勝（宅見組組長）、山口組本部長・岸本才三（岸本組組長）、二代目吉川組・野上哲男組長らが五代目に若頭・渡辺芳則（二代目山健組組長）を擁立するため動き始めた。さらに、徳島市の心腹会・尾崎彰春会長、名古屋市の益田(啓)組・益田啓助組長、横浜市の益田組・益田佳於組長、尼崎市の大平組・中村憲人組長、尼崎市の古川組・古川雅章組長、伊丹市の松野組・松野順一組長、長野市の近松組・近松博好組長、名古屋市の弘道会・司忍会長が、山口組五代目に、渡辺芳則を推した。竹中組・竹中武組長（四代目山口組・竹中正久組長の実弟）は、山口組執行部に「誰が山口組五代目になっても、組内の調整には協力するが、五代目と盃をするかどうかは、別物である」と宣言していた。
同年暮れ、野上哲男は、渡辺芳則から「渡辺芳則が五代目山口組組長となった場合、組長としての発言をしない」という言質を引き出した。
同年12月29日、渡辺芳則は、兵庫県姫路市御着の竹中正久の実家を訪ね、竹中武と会談した。渡辺芳則は、竹中武に、山口組執行部の増員を相談し、了解を得た。また、渡辺芳則は、竹中武に、中西一男が一和会・山本広会長と接触して山本広引退工作を進めていることを話し、中西一男の山本広引退工作を止めてもらうように依頼した。竹中武は、中西一男説得を引き受けた。竹中武は、渡辺芳則に、「竹中正久の五回忌（平成元年（1989年）1月27日）に、山口組幹部一同が、竹中正久の実家で落ち合い、親睦を深める」ことを提案した。渡辺芳則は、提案に賛成した。その後、竹中武は、中西一男にも「竹中正久の五回忌に、竹中正久の実家で、山口組幹部一同が落ち合い、親睦を深める」ことを提案し、了解を得た。
このころ、宅見組・宅見勝組長らは、益田（佳）組・益田佳於組長、小西一家・小西音松総長、伊豆組・伊豆健児組長らを説得し、渡辺芳則の五代目山口組組長就任を了承してもらった。
平成元年（1989年）1月27日、山口組本家で、直系組長会が開かれた。宅見勝らは五代目山口組組長決定の緊急動議を出そうとしたが、中西一男を五代目山口組組長に推す人らに、山一抗争が完全終結していないことを理由に反対されて、緊急動議を出せなかった。
同日、姫路市御着の竹中正久の実家に、中西一男、岸本才三ら山口組幹部が集まり、法要が営まれた。しかし、渡辺芳則や宅見勝らは、法要に欠席した。
同年2月11日、神戸市の料亭「いけす」で、近松博好の呼びかけにより、渡辺芳則と竹中武の会談が行なわれた。近松博好と岸本才三が同席した。近松博好と岸本才三は、五代目山口組組長に渡辺芳則、山口組若頭に竹中武を望んでいた。
その後、渡辺芳則は、山口組組長代行補佐グループから、「自分が五代目山口組組長になった場合、顧問とする。自分との盃はなしとする」という条件で、渡辺芳則支持を取り付けた。その後、山口組舎弟グループからも、渡辺芳則支持を取り付けた。
このころ、山口組各直系組長宛に、「任侠道新聞」1号、2号が送られた。1号では、「渡辺芳則の五代目山口組取りは失敗する」「宅見勝が嘘をつき、渡辺芳則の五代目山口組組長就任を画策している」と書かれていた。2号では「山口組に謀反を企む者に、渡辺芳則、宅見勝、岸本才三の他、野上哲男がいた」と書き、「現山口組執行部の解体と山口組五代目問題の棚上げ」を要求していた。
同年2月27日、山口組定例総会で、竹中武の山口組若頭補佐就任が発表された。
同年3月27日午前、古参組長数人が、山口組執行部会への出席を申し入れた。
同日、山口組執行部会で、中西一男と渡辺芳則の五代目山口組組長への立候補が決められた。
同年4月6日、渡辺芳則と中西一男が、山口組五代目決定に向けての話し合いを始めた。
同年4月16日、山口組舎弟会で、渡辺芳則を五代目山口組組長に推すことが決まった。山口組舎弟会には、山口組二代目森川組・矢嶋長次組長も出席していた。
同年4月20日、山口組緊急幹部会が開かれ、山口組五代目の人選が議論された。竹中武は、態度を保留した。渡辺芳則と中西一男が話し合い、中西一男が五代目山口組組長立候補を取り下げた。渡辺芳則の山口組五代目擁立が決まった。
同年4月27日、山口組直系組長会で、中西一男が、五代目山口組組長立候補取り下げの経緯を説明した。渡辺芳則の五代目山口組組長就任が決定した。